# Górki (powiat de Sochaczew)
Górki [ˈɡurki] est un village polonais de la gmina de Brochów dans le powiat de Sochaczew et dans la voïvodie de Mazovie.
Il se situe à environ 6 kilomètres au nord de Brochów, à 16 kilomètres au nord de Sochaczew et à 52 kilomètres à l'ouest de Varsovie.